# Crocidura manengubae
Crocidura manengubae је сисар из реда Soricomorpha и фамилије Soricidae.

## Угроженост
Ова врста се сматра рањивом у погледу угрожености врсте од изумирања.

## Распрострањење
Ареал врсте је ограничен на једну државу. 
Камерун је једино познато природно станиште врсте.

## Станиште
Станишта врсте су шуме, планине и језера и језерски екосистеми изнад 1000 метара надморске висине.